# پن نشنال گیمینگ
پن نشنال گیمینگ (انگلیسی: Penn National Gaming) یک شرکت مدیریت کننده کازینو و مسابقه اسب‌دوانی است که مقر آن در وایومیسینگ، ایالات متحده آمریکا قرار دارد.
این شرکت که سهام آن در بازار بورس نزدک قرار دارد در سال ۲۰۱۷ دارای ۱۸٬۷۵۴ نفر پرسنل بوده است.